# Rubus schnedleri
Rubus schnedleri är en rosväxtart som beskrevs av Heinrich E. Weber. Rubus schnedleri ingår i släktet rubusar, och familjen rosväxter. Inga underarter finns listade i Catalogue of Life.

## Bildgalleri

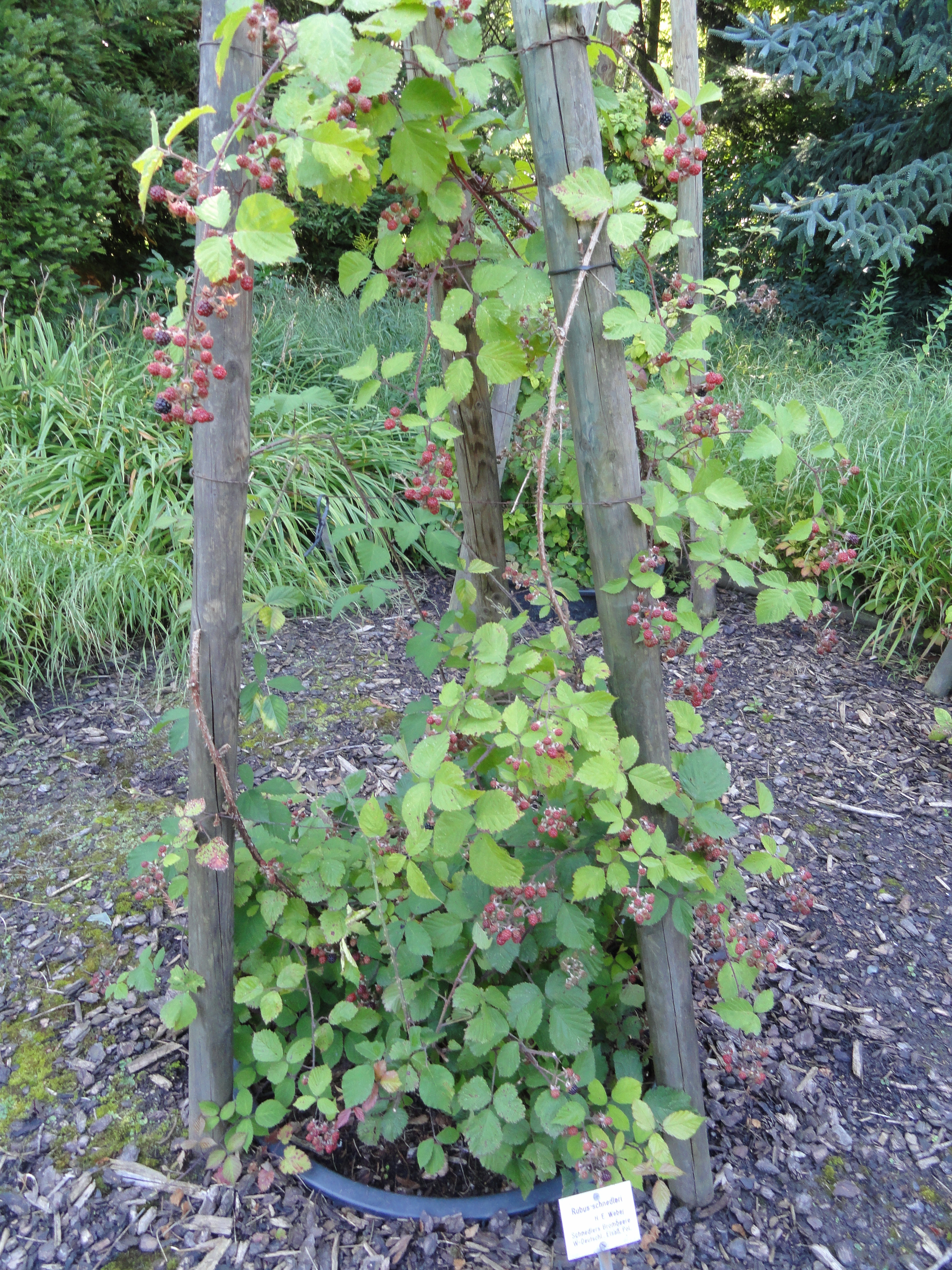
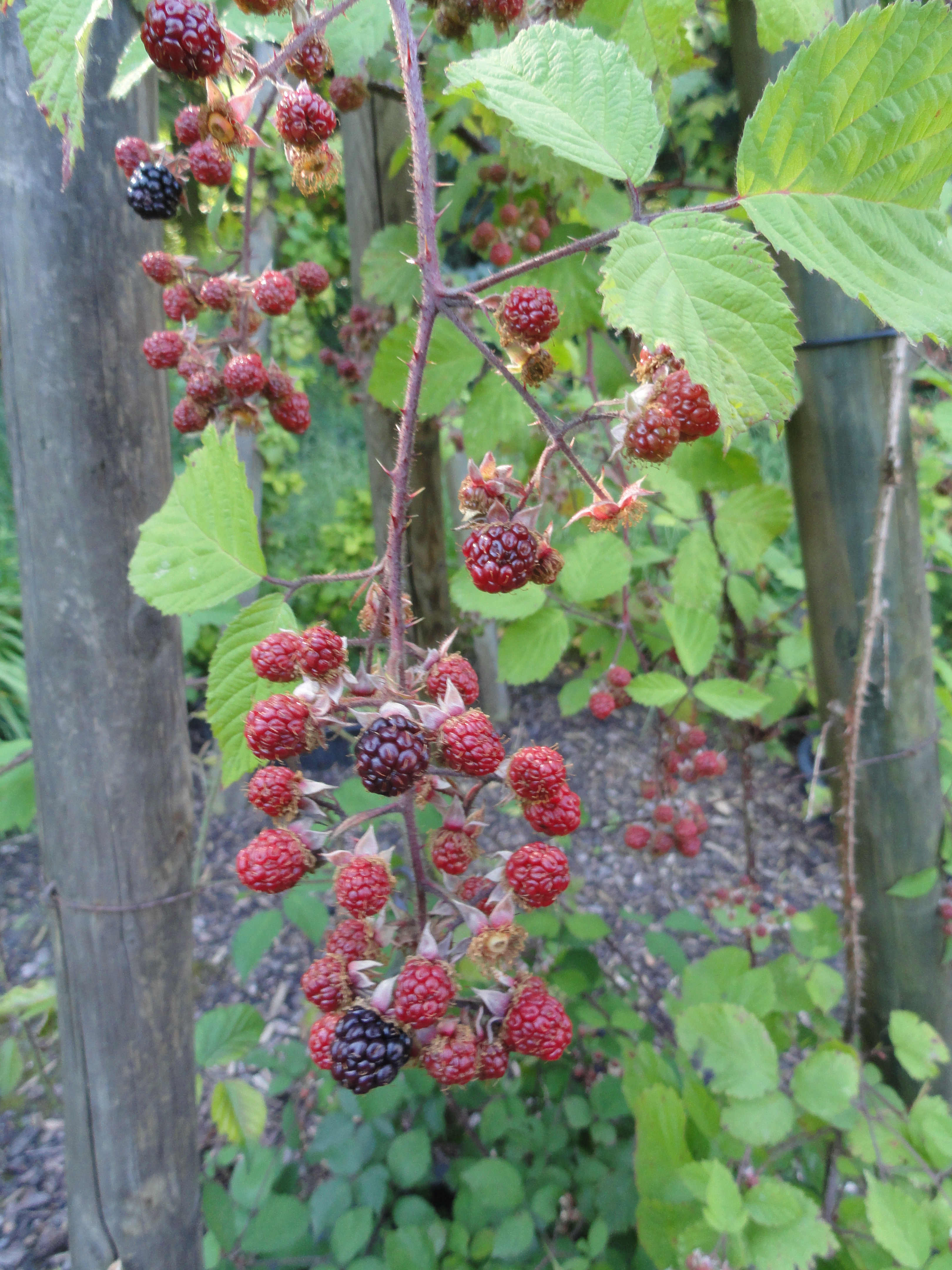